# St. Joseph (Essen-Leithe)

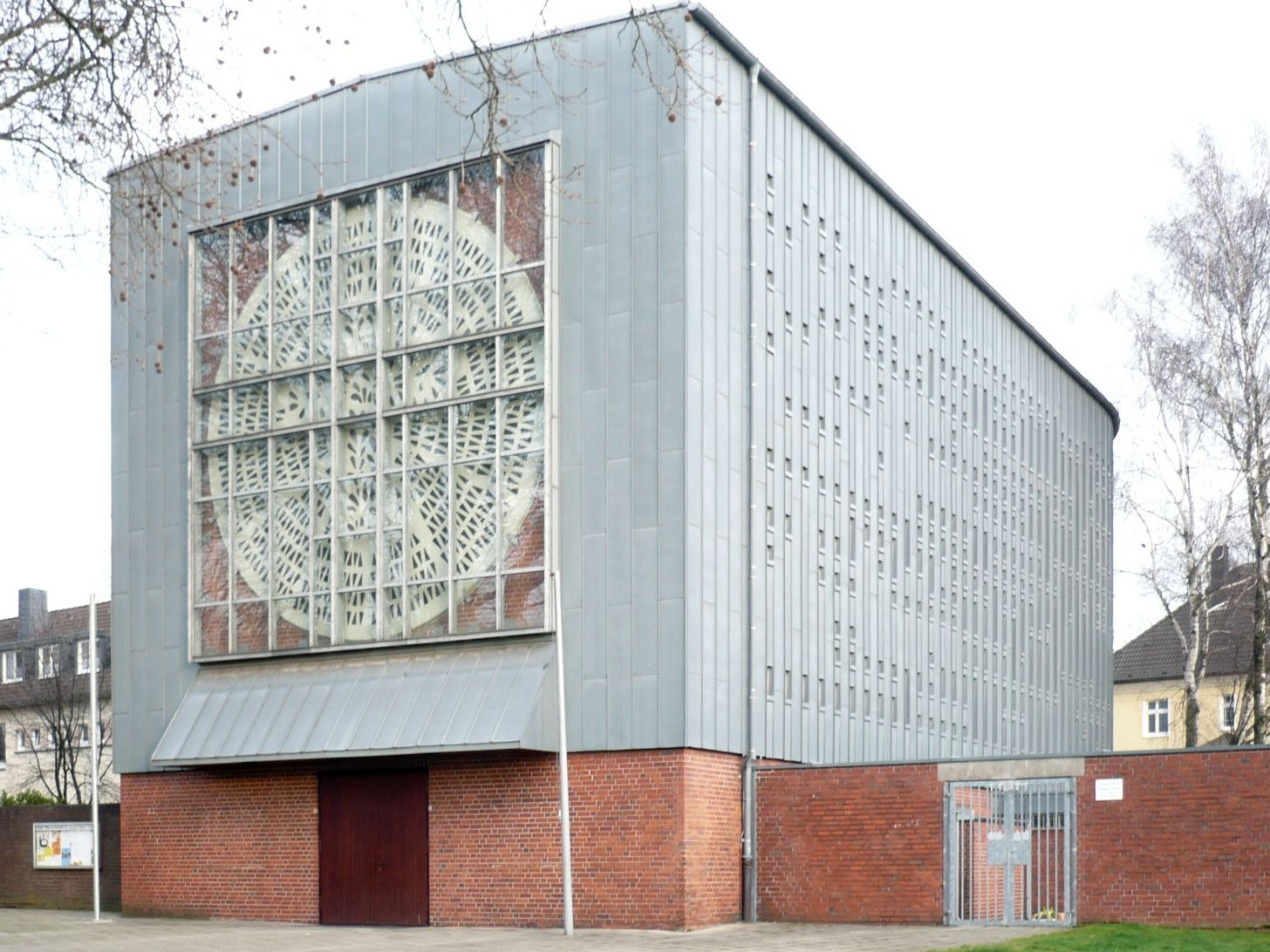
St. Joseph (2008)

St. Joseph ist eine ehemalige römisch-katholische Kirche an der Korumhöhe 15 im Essener Stadtteil Leithe. Sie war eine Filialkirche der Pfarrgemeinde St. Laurentius.  Das Kirchengebäude soll verkauft werden, die Kindertagesstätte weitergeführt werden (2018).

## Gebäude
Das Kirchengebäude wurde nach einem Entwurf des Architekten Josef Lehmbrock errichtet. Später wurde die Fassade mit Zinkblech verkleidet.
Der letzte Gottesdienst fand am 20. November 2022 statt. Anschließend wurde die Kirche profaniert.